# 陈得才
陳得才（？—1864年），又名陳德才，清广西藤縣人，太平天国将领，封扶王。陳得才在1862年初率太平軍西征河南陝西。1864年太平天國首都天京被清軍攻陷後，陳得才率軍在安徽一帶繼續作戰，11月兵敗自殺。

## 生平
陳得才是太平軍名將陳玉成堂叔，1851年加入太平軍，後來被封扶王。同治元年（1862年），陈得才初奉命帶領遵王賴文光、啟王梁成富、祜王藍成春等將領西征河南。大軍在數月間逼近陝西西安。這時陳玉成在廬州形勢危急，召陳得才回去廬州，但陳玉成在陳得才回來前已被清軍殺害。陳得才在同年再向西進軍，打算用兩年時間招募更多兵力，然後返回天京解圍。
1863年，陳得才攻占汉中，年底時收到天京命令回師救天京。大軍在1864年春夏之交時抵達湖北安徽交界一帶，因天京缺乏糧食而停留不進，等待秋收後才進兵。1864年7月天京失陷，清廷派僧格林沁督師清軍攻陳得才部。陳得才部下自從知道天京失守、天王洪秀全去世及幼天王洪天貴福被俘後，軍心開始動搖。11月，陈得才在安徽霍山兵敗，大批部將陸續向清軍投降，陳得才勢孤力弱，又聽聞身邊有將士正在策劃把他擒送清軍，遂服毒自殺。
當時陳得才部隊中，賴文光部仍大致完整，賴文光後來與捻军合作繼續抗清。